# Iraklio (regionální jednotka)
Iraklio (řecky: Περιφερειακή ενότητα Ηρακλείου) je jednou ze čtyř regionálních jednotek na ostrově Kréta v Řecku. Pokrývá východostřední část ostrova. Má rozlohu 2641 km². V roce 2011 v ní žilo 305 490 obyvatel. Hlavním městem je Iraklio. Hraničí pouze s regionální jednotkou Rethymno na západě a s regionální jednotkou Lasithi na východě. Břehy omývají tyto moře: Krétské, Středozemní a Libyjské.

## Administrativní dělení
Regionální jednotka Iraklio se od 1. ledna 2011 člení na 8 obcí:

Administrativní dělení

| číslo na mapce | Obec                | řecky                      | rozloha (km²) | počet obyvatel | hustota zalidnění | sídlo obce   |
| -------------- | ------------------- | -------------------------- | ------------- | -------------- | ----------------- | ------------ |
| 2              | Archanes-Asterousia | Δήμος Αρχανών-Αστερουσίωνν | 335,38        | 16 692         | 49,77             | Pezá         |
| 7              | Faistos             | Δήμος Φαιστού              | 412,74        | 24 360         | 59,02             | Moires       |
| 4              | Gortyn              | Δήμος Γόρτυνας             | 462,71        | 15 632         | 33,78             | Agioi Deka   |
| 1              | Iraklio             | Δήμος Ηρακλείου            | 245,12        | 173 450        | 707,61            | Iraklio      |
| 8              | Hersonissos         | Δήμος Χερσονήσου           | 271,58        | 26 717         | 98,38             | Gournes      |
| 5              | Malevizi            | Δήμος Μαλεβιζίου           | 292,70        | 24 864         | 84,95             | Gazi         |
| 6              | Minoa Pediada       | Δήμος Μινώα Πεδιάδας       | 394,24        | 17 563         | 44,55             | Evangelismos |
| 3              | Viannos             | Δήμος Βιάννου              | 221,54        | 5 563          | 25,11             | Ano Viannos  |